# Юнацька збірна Хорватії з футболу (U-16)
Юнацька збірна Хорватії з футболу (U-16) — національна футбольна збірна Хорватії, що складається із гравців віком до 16 років. Керівництво командою здійснює Хорватський футбольний союз. Збірна може брати участь у товариських і регіональних змаганнях.
Формує найближчий кадровий резерв для основної юнацької збірної, команди до 17 років, яка може кваліфікуватися на Юнацький чемпіонат Європи з футболу (U-17). До зміни формату юнацьких чемпіонатів Європи у 2001 році саме команда 16-річних функціонувала як одна з основних юнацьких збірних і боролася за право участі у відповідній континентальній юнацькій першості з футболу.

## Виступи на міжнародних турнірах

### Юнацький чемпіонат Європи (U-16)
| Статистика чемпіонатів Європи (U-16) | Статистика чемпіонатів Європи (U-16) | Статистика чемпіонатів Європи (U-16) | Статистика чемпіонатів Європи (U-16) | Статистика чемпіонатів Європи (U-16) | Статистика чемпіонатів Європи (U-16) | Статистика чемпіонатів Європи (U-16) | Статистика чемпіонатів Європи (U-16) | Статистика чемпіонатів Європи (U-16) |    | Статистика відбору | Статистика відбору | Статистика відбору | Статистика відбору | Статистика відбору | Статистика відбору | Статистика відбору |
| Рік                                  | Раунд                                | І                                    | В                                    | Н                                    | П                                    | Г+                                   | Г-                                   | РГ                                   | І  | В                  | Н                  | П                  | Г+                 | Г-                 | РГ                 |                    |
| 1994                                 | не кваліфікувалася                   | не кваліфікувалася                   | не кваліфікувалася                   | не кваліфікувалася                   | не кваліфікувалася                   | не кваліфікувалася                   | не кваліфікувалася                   | не кваліфікувалася                   | 4  | 1                  | 2                  | 1                  | 7                  | 6                  | +1                 |                    |
| 1995                                 | не кваліфікувалася                   | не кваліфікувалася                   | не кваліфікувалася                   | не кваліфікувалася                   | не кваліфікувалася                   | не кваліфікувалася                   | не кваліфікувалася                   | не кваліфікувалася                   | 2  | 1                  | 0                  | 1                  | 3                  | 1                  | +2                 |                    |
| 1996                                 | чвертьфінали                         | 4                                    | 2                                    | 0                                    | 2                                    | 4                                    | 8                                    | −4                                   | 3  | 3                  | 0                  | 0                  | 7                  | 0                  | +7                 |                    |
| 1997                                 | не кваліфікувалася                   | не кваліфікувалася                   | не кваліфікувалася                   | не кваліфікувалася                   | не кваліфікувалася                   | не кваліфікувалася                   | не кваліфікувалася                   | не кваліфікувалася                   | 2  | 1                  | 1                  | 0                  | 2                  | 1                  | +1                 |                    |
| 1998                                 | чвертьфінали                         | 4                                    | 1                                    | 1                                    | 2                                    | 3                                    | 4                                    | −1                                   | 3  | 2                  | 1                  | 0                  | 9                  | 1                  | +8                 |                    |
| 1999                                 | груповий етап                        | 3                                    | 0                                    | 1                                    | 2                                    | 1                                    | 4                                    | −3                                   | 2  | 2                  | 0                  | 0                  | 11                 | 0                  | +11                |                    |
| 2000                                 | не кваліфікувалася                   | не кваліфікувалася                   | не кваліфікувалася                   | не кваліфікувалася                   | не кваліфікувалася                   | не кваліфікувалася                   | не кваліфікувалася                   | не кваліфікувалася                   | 3  | 1                  | 1                  | 1                  | 3                  | 4                  | −1                 |                    |
| 2001                                 | третє місце                          | 6                                    | 4                                    | 0                                    | 2                                    | 9                                    | 7                                    | +2                                   | 2  | 2                  | 0                  | 0                  | 7                  | 1                  | +6                 |                    |
| Усього                               | 4/8                                  | 17                                   | 7                                    | 2                                    | 8                                    | 17                                   | 23                                   | −6                                   | 21 | 13                 | 5                  | 3                  | 49                 | 14                 | +35                |                    |